# Montagnula spinosella
Montagnula spinosella är en svampart som först beskrevs av Rehm, och fick sitt nu gällande namn av Crivelli 1983. Montagnula spinosella ingår i släktet Montagnula och familjen Montagnulaceae.  Arten är reproducerande i Sverige. Inga underarter finns listade i Catalogue of Life.